# Carl Braunerhielm

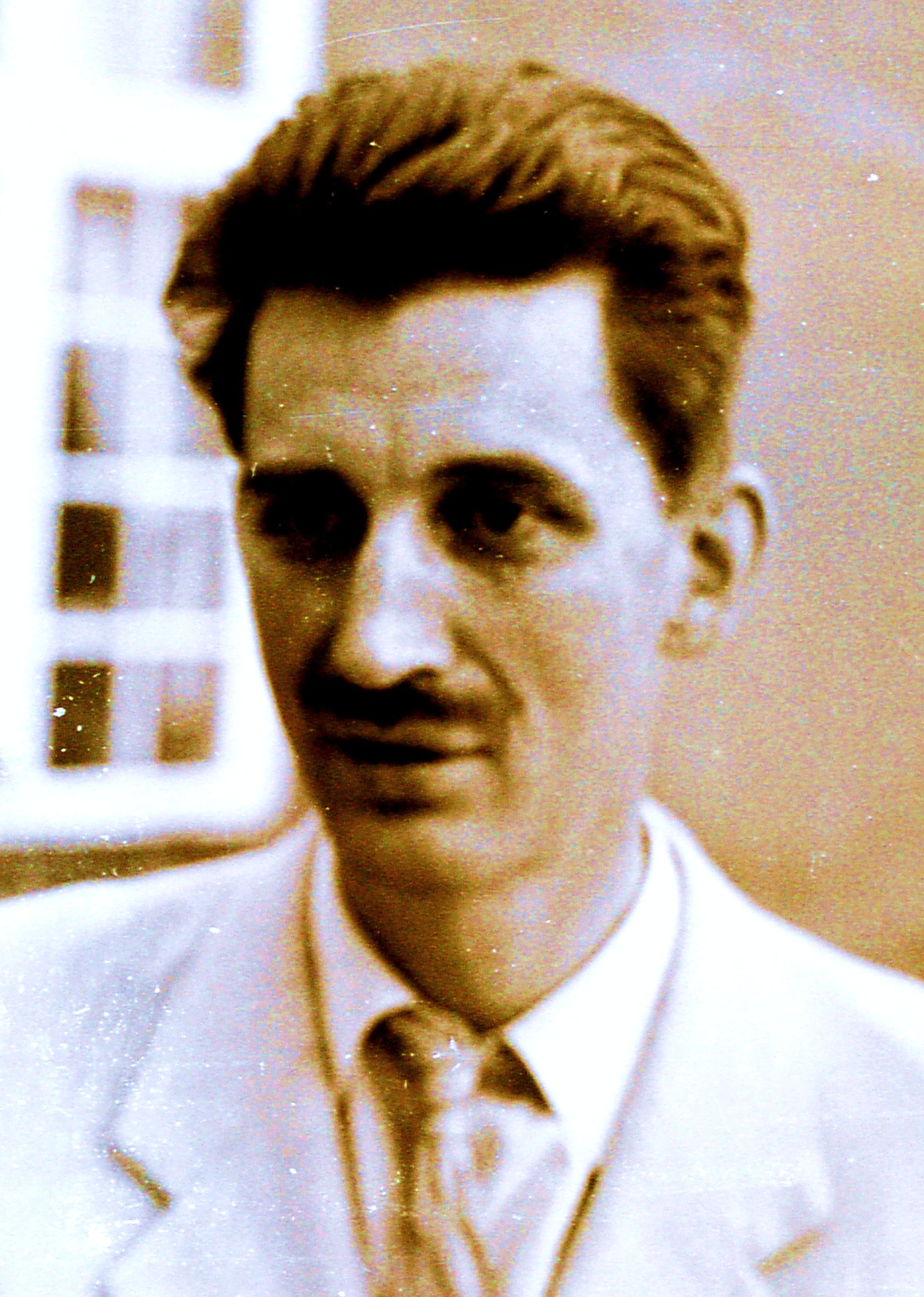
Carl Braunerhielm. Foto från 1960.

Carl Georg Ekman Braunerhielm, född 18 oktober 1925 i Marstrand, Göteborgs och Bohus län, död 12 mars 2012, i Eskilstuna församling, Södermanlands län
, var en amanuens vid Eskilstuna museer, lokal celebritet, festfixare och kulturpersonlighet i Eskilstuna och även känd i övriga Sverige genom radio och TV. Han var farbror till Robert Braunerhielm. 

## Biografi
Carl Braunerhielm tillbringade sin barndom i Djursholm. Han var son till kommendör Georg Erik Robert Braunerhielm och Augusta, född Ekman. Braunerhielm, som var fil. kand., var åren 1965-1990 anställd som amanuens vid Eskilstuna museer. En av hans huvuduppgifter där var dokumentation genom fotografering. Bland annat fotograferade han byggnader som skulle rivas. Han satte också fart på Sommarteatern vid Rademachersmedjorna och drog även igång stödföreningen för Teaterladan vid Köpmangatan i Eskilstuna. Han startade även en teater som bär hans namn, Braunhielmska friluftsteatern. Där spelade han ofta själv någon av rollerna eller skrev små teaterstycken.
Braunerhielm bodde i en villa i centrala Eskilstuna. Där firades varje år Tomasdagen med ett stort glöggparty, en tradition som fortlevde i över 30 år och 2005 skickades mer än 1 700 inbjudningar ut.
Braunerhielm godkände försäljningen av familjeegendomen Sandemars slott på Dalarö 2006. Slottet hade varit släktens egendom sedan 1827.  
År 1990 fick Braunerhielm en gränd uppkallad efter sig i Eskilstuna, Herr Carls gränd. Han var ogift.

## Utmärkelser
- Ryttarolympiadens 1956 förtjänsttecken (1956)
- Förenta Nationernas övervakningsstyrkas medalj i brons (Sinai I 1956-67) (1963)[2]